# Виноробня Ісіос

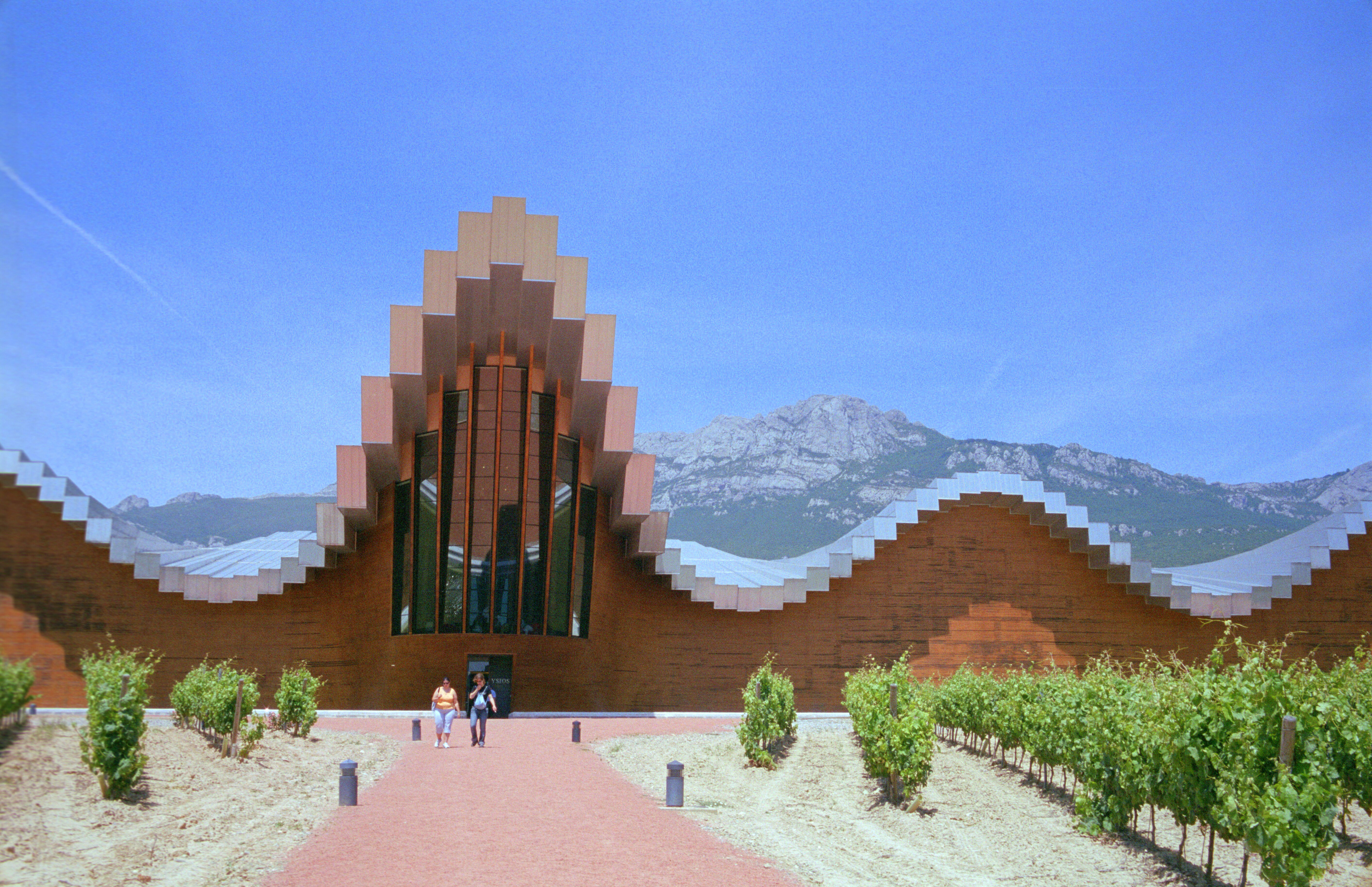
Винярня Ісіос. Хвиляста форма будівлі, вписана в оточуючий краєвид — гори на задньому плані

Винярня Ісіос (ісп. Bodegas Ysios) — винярня, що розташована у Лагуардії, провінція Алава, Іспанія. Відкрита у 2001 році. Споруджена у 1998—2001 роках за проєктом іспанського архітектора Сантьяго Калатрави (нар. 1953).
Названа на честь богів єгипетської міфології Ісіди та Осіріса пов'язаних з виноробством.

## Архітектура
Компанії «Bodegas & Bebidas Group» потрібна була будівля, яка б стала символом нової престижної марки вина із регіону Ріоха-Алавеса. Замовник запропонував архітектору Сантьяго Калатраві розробити проєкт виноробного комплексу площею 8 000 м² для виготовлення, зберігання та продажу вина.
Половину прямокутної ділянки займають виноградники. Будівництво ускладнювалося через перепад висот в 10 м з півночі на південь. Лінійність виноробного процесу потребувала, аби будівля була прямокутною у плані і розташовувалася по осі схід—захід. Дві поздовжні несучі бетонні стіни завдовжки 196 м, що віддалені від одної на 26 м, ідуть хвилястим контуром на плані. Вони обшиті деревом і, відбиваючись у воді ставка, нагадують ряд бочок із вином. Дах з ламінованих балок задуманий як продовження фасадів. Контур споруди утворює хвилясту лінійну поверхню з увігнутими і опуклими ділянками. Дах вкритий алюмінієм, який контрастує з теплим деревом фасадів, одночасно розвиваючи загальний дизайнерський задум. У центрі будівлі розташований майданчик для відвідувачів — балкон, з якого видно виноградники і винярню. Планування внутрішнього простору винярні відзначається практичністю і симетрією, хоча несучі стіни повторюють криволінійні хвилясті обриси даху. Дах у центральній частині фасаду має найбільшу висоту.
Винярня споруджена у 1998—2001 роках іспанською будівельною компанією Ferrovial.
|  |  |